# Deutsche Oper Berlin
La Deutsche Oper Berlin és una companyia d'òpera alemanya situada al districte berlinès de Charlottenburg. L'edifici que li fa de seu és el segon teatre d'òpera més gran del país (després del Teatre Nacional de Múnic) i també la seu del Ballet Estatal de Berlín.
Des del 2004, la Deutsche Oper Berlin, conjuntament amb l'Staatsoper Unter den Linden, la Komische Oper Berlin, el Ballet Estatal de Berlín i el Bühnenservice Berlin, és membre de la Fundació de l'Òpera de Berlín.

## Història

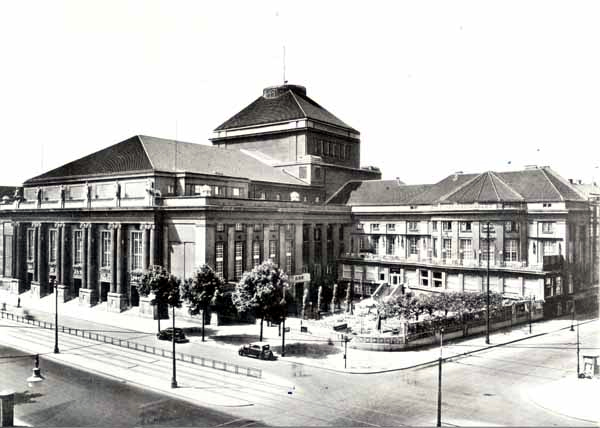
Deutsches Opernhaus (1912)

La història de la companyia es remunta a la Deutsches Opernhaus construïda per l'aleshores independent ciutat de Charlottenburg, la «ciutat més rica de Prússia», segons els plans dissenyats per Heinrich Seeling a partir de 1911. Es va inaugurar el 7 de novembre de 1912 amb una representació del Fidelio de Ludwig van Beethoven, dirigida per Ignatz Waghalter. El 1925, després de la incorporació de Charlottenburg per la Llei del Gran Berlín de 1920, el nom de l'edifici resident es va canviar a Städtische Oper.
Amb la presa del poder nazi el 1933, l'òpera estava sota el control del Ministeri d'Il·lustració Pública i Propaganda del Tercer Reich. El ministre Joseph Goebbels va recuperar el nom de Deutsches Opernhaus, competint amb l'Staatsoper Unter den Linden de Mitte, controlada pel seu rival Hermann Göring. El 1935, l'edifici va ser remodelat per Paul Baumgarten i els seients es van reduir de 2.300 a 2.098 places. Carl Ebert, el director general d'abans de la Segona Guerra Mundial, va optar per emigrar d'Alemanya en lloc d'aprovar la visió nazi de la música, i va ser cofundador del Festival de Glyndebourne a Anglaterra. Va ser substituït per Max von Schillings, que va accedir a les demandes de promulgar obres de «caràcter alemany pur». Diversos artistes, com el director d'orquestra Fritz Stiedry i el cantant Alexander Kipnis, van seguir Ebert a l'exili. El teatre de l'òpera va ser destruït per un atac aeri de la Royal Air Force el 23 de novembre de 1943. Les actuacions van continuar a l'Admiralspalast de Mitte fins al 1945. Ebert va tornar a exercir com a director general després de la guerra.
Després de la guerra, la companyia, novament anomenada Städtische Oper, va utilitzar el proper Theatre des Westens de Berlín Occidental, i la seva producció inaugural va ser Fidelio, el 4 de setembre de 1945. L'edifici original es va reconstruir finalment el 1961, però amb un disseny sobri i canviat de Fritz Bornemann. La producció d'obertura de la recentment rebatejada Deutsche Oper, el 24 de setembre, va ser Don Giovanni de Wolfgang Amadeus Mozart.
La nit del 2 de juny de 1967, Benno Ohnesorg, un estudiant i pacifista alemany, va ser assassinat per la policia davant de l'òpera. Havia estat protestant contra la visita a Alemanya del xa de l'Iran, Mohammad Reza Pahlavi, que assistia a una representació de La flauta màgica de Mozart.
Els Generalmusikdirektoren (GMD) han inclòs Bruno Walter, Kurt Adler, Ferenc Fricsay, Lorin Maazel, Gerd Albrecht, Jesús López Cobos, Giuseppe Sinopoli i Christian Thielemann. L'abril de 2001, Sinopoli va morir al podi mentre dirigia Aida, als 54 anys. L'octubre de 2007, la Deutsche Oper va anunciar el nomenament de Donald Runnicles com a Generalmusikdirektor, amb efectes d'agost de 2009, per un contracte inicial de cinc anys. El setembre de 2023, la Deutsche Oper Berlin va anunciar que Runnicles renunciaria com a GMD al tancament de la temporada 2025-2026.